# Plazomycyna
Plazomycyna (łac. plazomicinum) – wielofunkcyjny organiczny związek chemiczny, pochodna sisomycyny, pierwszy antybiotyk aminoglikozydowy nowej generacji, pierwszy antybiotyk z nowej podgrupy neoglikozydów, znajdujący się w trakcie badań klinicznych.

## Historia
Plazomycyna została uzyskana poprzez modyfikację cząsteczki sisomycyny, w której podstawiono grupę aminohydroksymasłową w pozycji 1 oraz hydroksyetylową w pozycji 6′, w laboratoriach Ionis Pharmaceuticals, natomiast wniosek patentowy złożony został w 2009 roku przez Achaogen. Plazomycyna jest jedynym antybiotykiem aminoglikozydowym na etapie badań klinicznych (2015), a jej wprowadzenie na rynek planowane jest w drugiej połowie 2017 roku. Plazomycyna jest pierwszym antybiotykiem aminoglikozydowym z nowej pogrupy neoglikozydów.

## Mechanizm działania
Plazomycyna hamuje syntezę białek w rybosomach bakterii i należy do grupy antybiotyków bakteriobójczych.

## Zastosowanie
- lekooporne infekcje spowodowane enterobakteriami (Enterobacterioceae) opornymi na karbapenemy (CRE)[3].

Plazomycyna wykazuje aktywność zarówno wobec bakterii Gram-ujemnych, jak i bakterii Gram-dodatnich. Wykazuje nie tylko aktywność wobec szczepów opornych na amikacynę lub gentamycynę, ale także wobec opornych enterobakterii, gronkowców, Acinetobacter oraz Pseudomonas dezaktywując β-laktamazy o skrajnie rozszerzonym spektrum aktywności (KPC), β-laktamazy o rozszerzonym spektrum działania (ESBL) i β-laktamazy gronkowca złocistego opornego na metycylinę (MRSA), jak również wobec pałeczek Enterobacterioceae wytwarzających metalo-β-laktamazy, z wyjątkiem wytwarzających 16S rRNA metylazy.

## Działania niepożądane
W badaniach klinicznych nie stwierdzono nefrotoksyczności oraz ototoksyczności charakterystycznej dla antybiotyków aminoglikozydowych.